# Beiuș
Beiuș (ungarisch Belényes) ist eine Kleinstadt im Kreis Bihor im Kreischgebiet in Rumänien.

## Geographische Lage

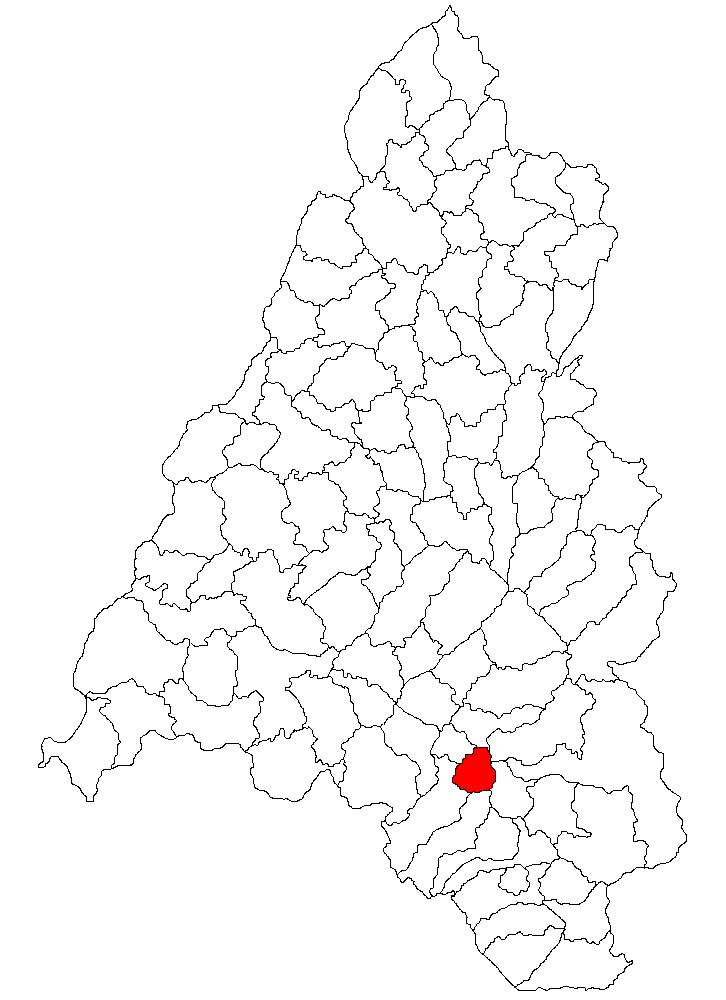
Lage von Beiuș im Kreis Bihor

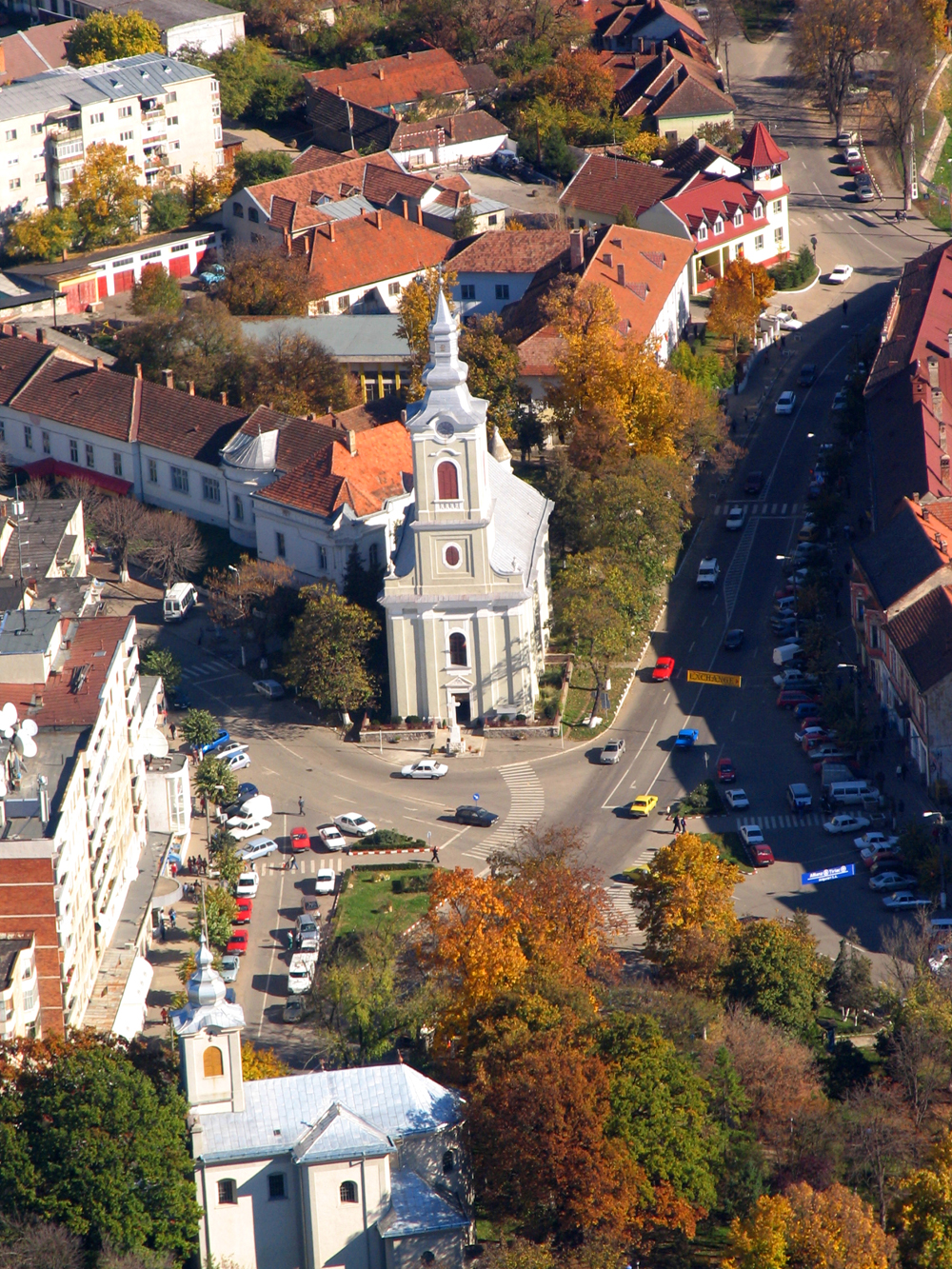
Stadtzentrum

Beiuș liegt auf einer Fläche von 24,46 km² im gleichnamigen Tal zwischen den Ausläufern des Codru-Moma Gebirges im Westen und des Bihor-Gebirges im Osten, die jeweils Teil des Apuseni-Gebirges sind. Am Crișul Negru (Schwarze Kreisch) – ein Quellfluss der Kreisch – und an der Europastraße 79 gelegen, befindet sich die Kleinstadt Beiuș 62 Kilometer südöstlich von der Kreishauptstadt Oradea (Großwardein) entfernt.

## Geschichte
Beiuș wurde im Jahre 1263 – nach dem Mongolensturm von 1241 – erstmals erwähnt. Die Stadt war später ein regionales kulturelles Zentrum Ungarns in der Österreich-Ungarischen Monarchie.
Nach Berichten von M. Roska und D. Popescu wurden auf dem Gebiet der Kleinstadt archäologische Funde aus der Kupfersteinzeit gemacht.

## Städtepartnerschaften
Die Kleinstadt Beiuș pflegt Partnerschaften mit den ungarischen Orten Komló seit 1992, mit Békéscsaba seit 1999 und mit Méhkerék seit 2011.

## Sehenswürdigkeiten
- Die römisch-katholische Kirche Sf. Treime, 1752 errichtet, steht unter Denkmalschutz.[4]
- Die rumänische unierte Kirche des Heiligen Demetrius 1780–1782 errichtet und im Jahr 1800 durch den Bischof Ignatius Darabanth eingeweiht, steht unter Denkmalschutz.[4]
- Das Haus Forgach, 1753 errichtet, ist heute Verwaltungssitz der römisch-katholischen Kirchengemeinde und steht unter Denkmalschutz.[4]
- Das Samuil Vulcan Kollegium, 1828 errichtet und 1895 erneuert, steht unter Denkmalschutz.[4]
- Das Haus von Ioan Ciordaș, im 19. Jahrhundert errichtet, ist heute das Stadtmuseum und steht unter Denkmalschutz.[4]
- In der Nähe von Beiuș gibt es die Tropfsteinhöhle Peștera Urșilor (Bärenhöhle), die in den 1970er Jahren entdeckt und erschlossen wurde. Heute ist sie für Touristen ein sehr lohnendes Ausflugsziel.

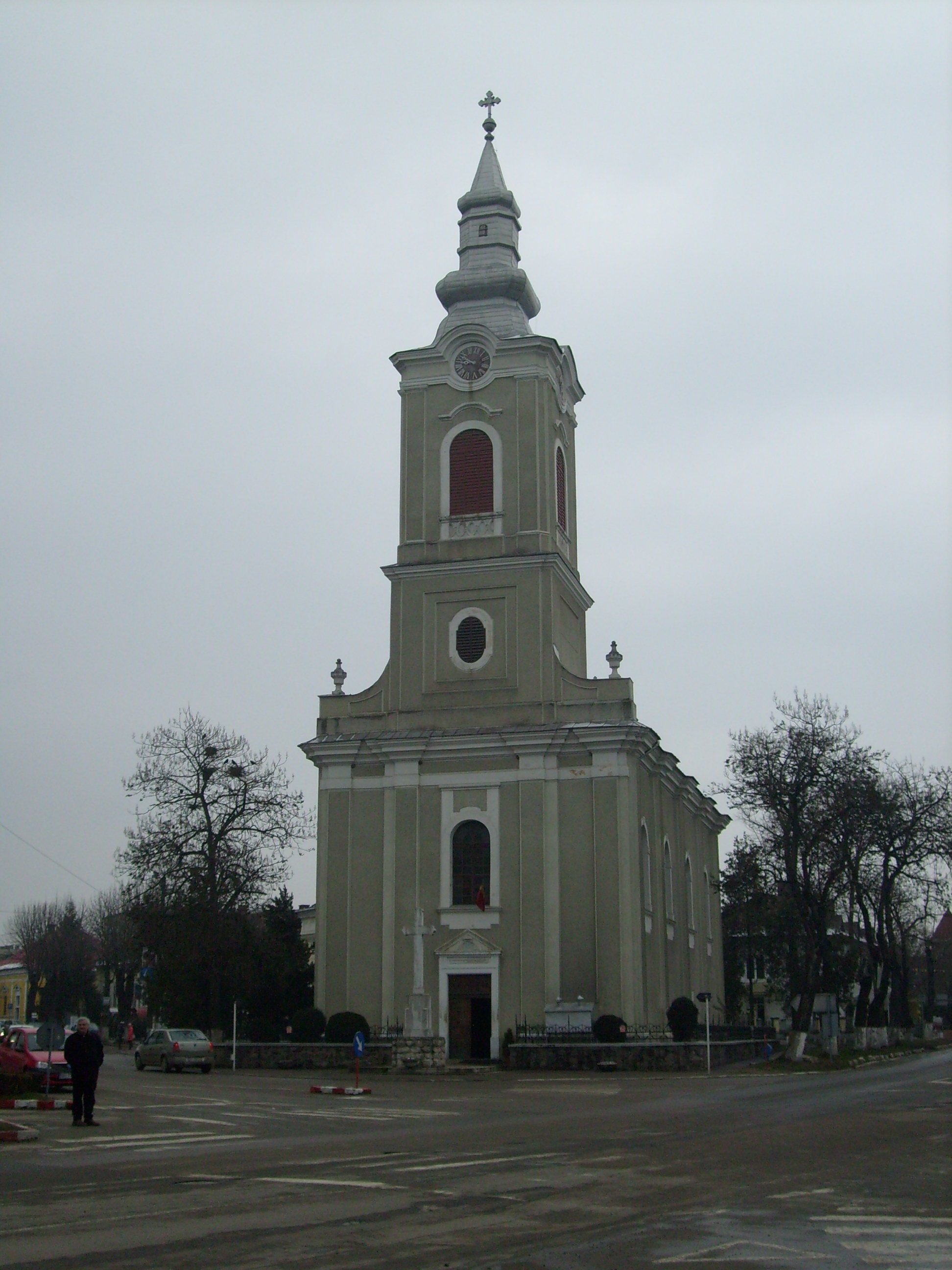
Kirche Hl. Demetrius
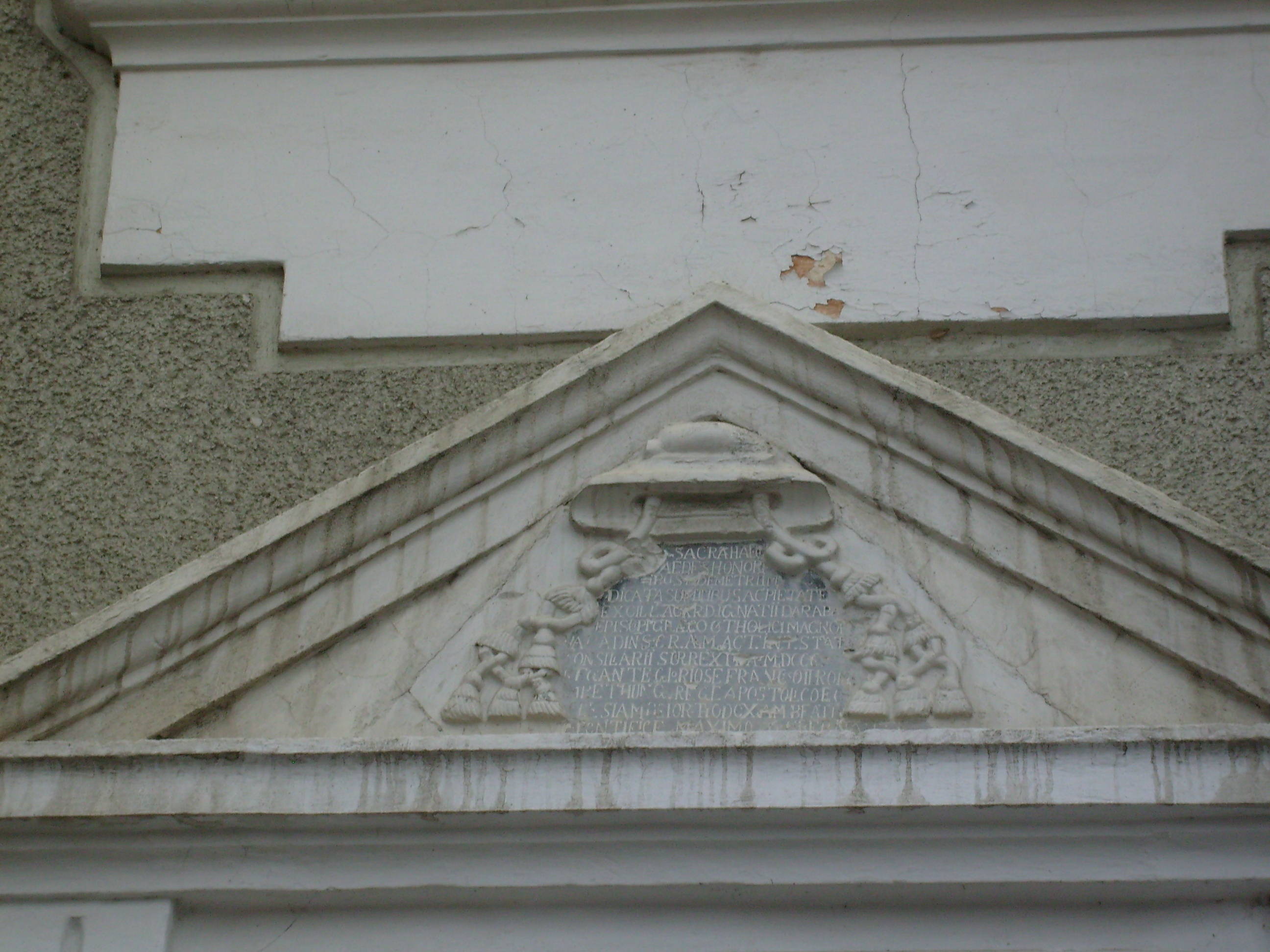
Inschrift bezüglich der Einweihung der Kirche
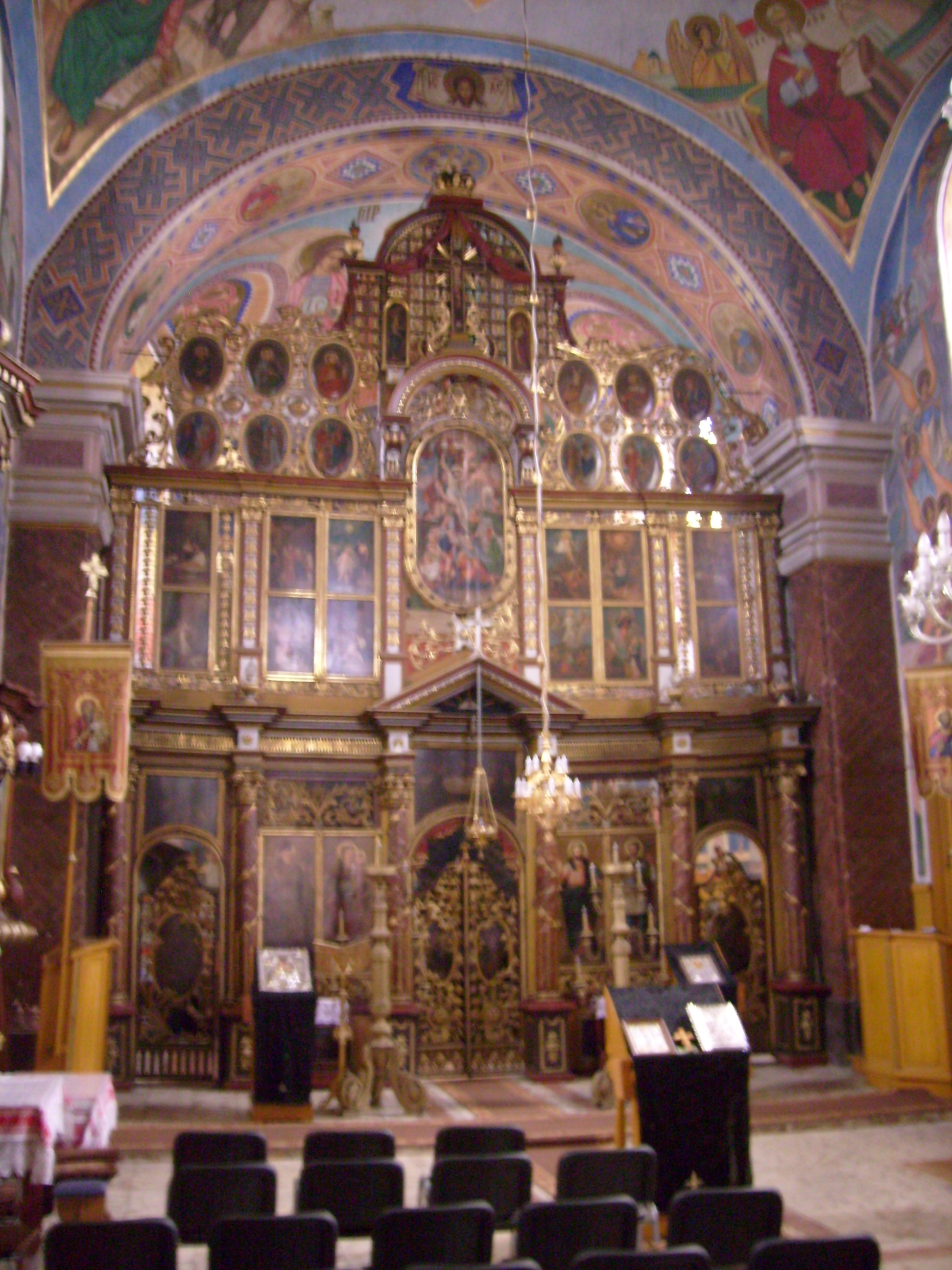
Ikonostasis
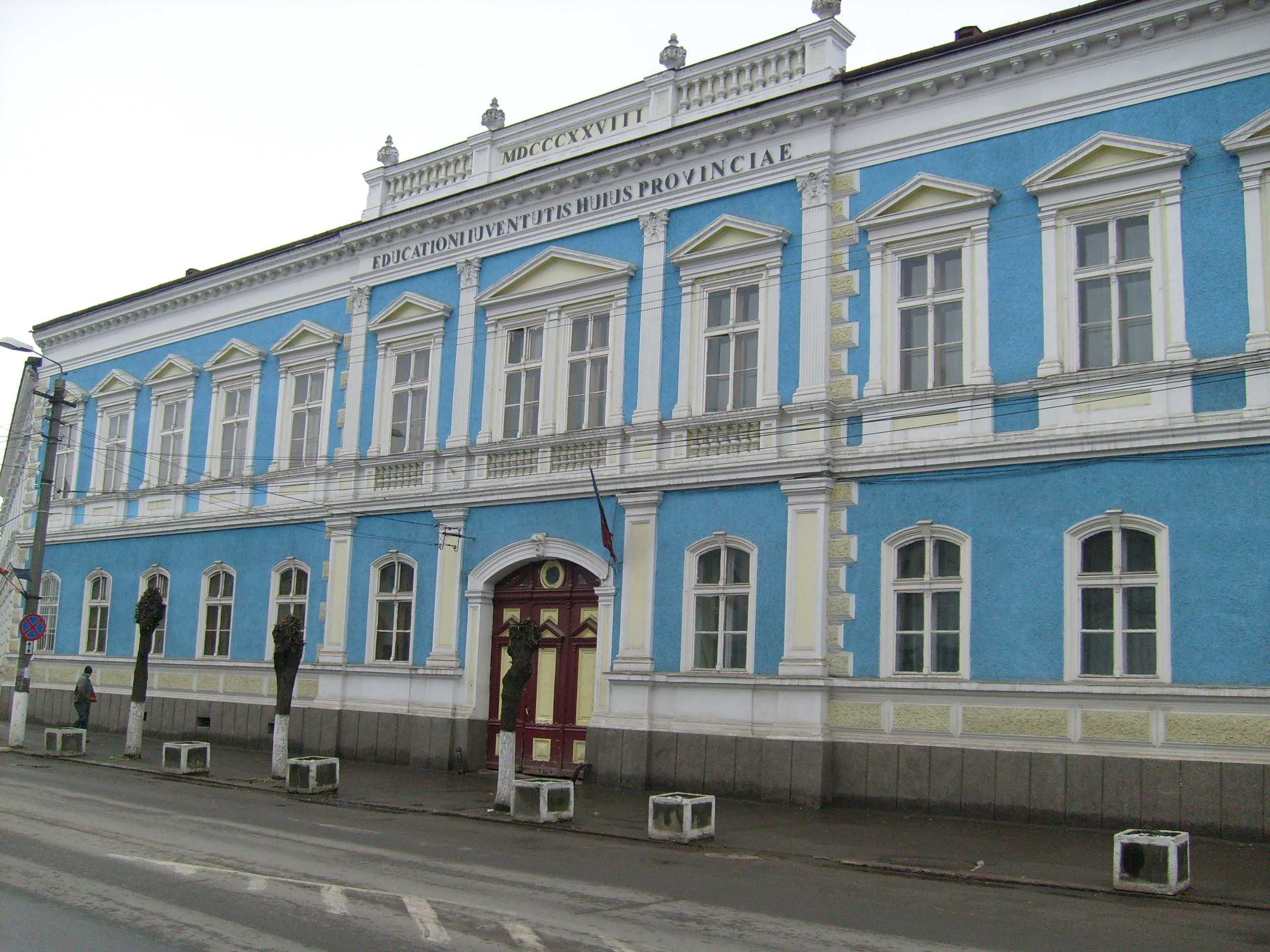
Samuil Vulcan Kollegium (ehem. griechisch-katholisches Gymnasium)

## Persönlichkeiten
- Edward Clug (* 1973), Tänzer, Choreograf und Ballettdirektor